# Campeonato Lituano de Patinação Artística no Gelo
O Campeonato Lituano de Patinação Artística no Gelo é uma competição nacional anual de patinação artística no gelo da Lituânia. Os patinadores competem em quatro eventos, individual masculino, individual feminino e dança no gelo.
A competição determina os campeões nacionais e os representantes da Lituânia em competições internacionais como Campeonato Mundial, Campeonato Mundial Júnior, Campeonato Europeu e os Jogos Olímpicos de Inverno.

## Edições
| Ano (Edição) | Cidade sede         | Sênior | Sênior | Sênior | Sênior | Ref    |
| Ano (Edição) | Cidade sede         | M      | F      | P      | D      | Ref    |
| ------------ | ------------------- | ------ | ------ | ------ | ------ | ------ |
| 1992         |                     | —      | —      | —      | •      | [ 1 ]  |
| 1993         |                     | —      | —      | —      | •      | [ 1 ]  |
| 1994         |                     | —      | —      | —      | •      | [ 1 ]  |
| 1995         |                     | —      | —      | —      | •      | [ 1 ]  |
| 1996         |                     | —      | —      | —      | •      | [ 1 ]  |
| 1997         |                     | —      | —      | —      | •      | [ 1 ]  |
| 1998         |                     | —      | —      | —      | •      | [ 1 ]  |
| 1999         |                     | —      | —      | —      | •      | [ 1 ]  |
| 2000         |                     | •      | •      | —      | •      | [ 1 ]  |
| 2001         |                     | •      | •      | –      | •      | [ 2 ]  |
| 2002         |                     | •      | •      | –      | •      | [ 3 ]  |
| 2003         |                     | •      | •      | –      | •      | [ 4 ]  |
| 2004         |                     | •      | •      | –      | •      | [ 5 ]  |
| 2005         |                     | •      | •      | –      | •      | [ 6 ]  |
| 2006         |                     | •      | •      | –      | •      | [ 7 ]  |
| 2007         |                     | •      | •      | –      | •      | [ 8 ]  |
| 2008         |                     | •      | •      | –      | •      | [ 9 ]  |
| 2009         | Kaunas              | •      | •      | –      | •      | [ 10 ] |
| 2010         | Kaunas              | •      | •      | –      | •      | [ 11 ] |
| 2011         |                     | •      | •      | –      | •      | [ 12 ] |
| 2012         |                     | •      | •      | –      | •      | [ 13 ] |
| 2013         |                     | •      | •      | •      | •      | [ 14 ] |
| 2014         |                     | —      | •      | •      | —      | [ 15 ] |
| 2015         |                     | •      | •      | •      | •      | [ 16 ] |
| 2016         |                     | •      | •      | •      | •      | [ 17 ] |
| 2017         | Ventspils (Letônia) | –      | •      | –      | –      | [ 18 ] |

## Lista de medalhistas

### Individual masculino
| Evento                 | Ouro                                      | Prata                                     | Bronze                                    |
| 2000 (detalhes)        | Aidas Reklys                              | ?                                         | Tomas Katukevicius                        |
| 2001 (detalhes)        | Tomas Katukevicius                        | Aidas Reklys                              | Deividas Stagniūnas                       |
| 2002 (detalhes)        | Aidas Reklys                              | ?                                         | ?                                         |
| 2003 (detalhes)        | Aidas Reklys                              | Tomas Katukevicius                        | Aleksandras Pirogovas                     |
| 2004 (detalhes)        | Aidas Reklys                              | Tomas Katukevicius                        | Aleksandras Pirogovas                     |
| 2005 (detalhes)        | Aidas Reklys                              | Tomas Katukevicius                        | Mikolas Judele                            |
| 2006 (detalhes)        | Aidas Reklys                              | Tomas Katukevicius                        | Aleksandras Pirogovas                     |
| 2007 (detalhes)        | Saulius Ambrulevičius                     | nenhum outro competidor                   | nenhum outro competidor                   |
| 2008 (detalhes)        | Saulius Ambrulevičius                     | Viktor Silov                              | Simonas Germanavicius                     |
| Kaunas 2009 (detalhes) | Saulius Ambrulevičius                     | Viktor Silov                              | Simonas Germanavicius                     |
| Riga 2010 (detalhes)   | Saulius Ambrulevičius                     | Arturas Ganzela                           | Deividas Kizala                           |
| 2011 (detalhes)        | Saulius Ambrulevičius                     | Arturas Ganzela                           | Deividas Kizala                           |
| 2012 (detalhes)        | Girts Jekabsons                           | nenhum outro competidor                   | nenhum outro competidor                   |
| 2013 (detalhes)        | Saulius Ambrulevičius                     | Deividas Kizala                           | Laurynas Vonžodas                         |
| 2014 (detalhes)        | ?                                         | ?                                         | ?                                         |
| 2015 (detalhes)        | Laurynas Vonžodas                         | Artūras Ganžėla                           | Edvinas Apitionok                         |
| 2016 (detalhes)        | Artūras Ganžėla                           | nenhum outro competidor                   | nenhum outro competidor                   |
| 2017                   | Não houve disputa do individual masculino | Não houve disputa do individual masculino | Não houve disputa do individual masculino |

### Individual feminino
| Evento                    | Ouro                  | Prata                | Bronze                |
| 2000 (detalhes)           | Inesa Jurevičiūtė     | ?                    | ?                     |
| 2001 (detalhes)           | Gintarė Vostrecovaitė | Julia Shelepen       | Inesa Jurevičiūtė     |
| 2002 (detalhes)           | Gintarė Vostrecovaitė | Julia Shelepen       | ?                     |
| 2003 (detalhes)           | Gintarė Vostrecovaitė | Rūta Gajauskaitė     | Diana Rybalko         |
| 2004 (detalhes)           | Gintarė Vostrecovaitė | Rūta Gajauskaitė     | Diana Rybalko         |
| 2005 (detalhes)           | Gintarė Vostrecovaitė | Rūta Gajauskaitė     | Diana Rybalko         |
| 2006 (detalhes)           | Rūta Gajauskaitė      | Laura Iaknaviciute   | Aida Rybalko          |
| 2007 (detalhes)           | Beatričė Rožinskaitė  | Aida Rybalko         | Marina Simonova       |
| 2008 (detalhes)           | Beatričė Rožinskaitė  | Aida Rybalko         | Marina Simonova       |
| Kaunas 2009 (detalhes)    | Beatričė Rožinskaitė  | Rimgaile Meskaite    | Kotryna Karaliute     |
| Riga 2010 (detalhes)      | Beatričė Rožinskaitė  | Aida Rybalko         | Rimgaile Meskaite     |
| 2011 (detalhes)           | Rimgaile Meskaite     | Inga Janulevičiūtė   | Aida Rybalko          |
| 2012 (detalhes)           | Inga Janulevičiūtė    | Rimgaile Meskaite    | Beatričė Meilūnaitė   |
| 2013 (detalhes)           | Aleksandra Golovkina  | Inga Janulevičiūtė   | Julija Kravcenko      |
| 2014 (detalhes)           | Inga Janulevičiūtė    | Aleksandra Golovkina | Beatričė Meilūnaitė   |
| 2015 (detalhes)           | Inga Janulevičiūtė    | Deimantė Kizalaitė   | Elžbieta Kropa        |
| 2016 (detalhes)           | Aleksandra Golovkina  | Inga Janulevičiūtė   | Viltė Radzvilavičiūtė |
| Ventspils 2017 (detalhes) | Elžbieta Kropa        | Deimantė Kizalaitė   | Inga Janulevičiūtė    |

### Duplas
| Evento          | Ouro                           | Prata                       | Bronze                      |
| 2013 (detalhes) | Goda Butkutė Nikita Ermolaevas | nenhum outro competidor     | nenhum outro competidor     |
| 2014 (detalhes) | Goda Butkutė Nikita Ermolaevas | nenhum outro competidor     | nenhum outro competidor     |
| 2015 (detalhes) | Goda Butkutė Nikita Ermolaevas | nenhum outro competidor     | nenhum outro competidor     |
| 2016 (detalhes) | Goda Butkutė Nikita Ermolaevas | nenhum outro competidor     | nenhum outro competidor     |
| 2017            | Não houve disputa de duplas    | Não houve disputa de duplas | Não houve disputa de duplas |

### Dança no gelo
| Evento                 | Ouro                                 | Prata                                       | Bronze                               |                         |
| 1992                   | Margarita Drobiazko Povilas Vanagas  | ?                                           | ?                                    |                         |
| 1993                   | Margarita Drobiazko Povilas Vanagas  | ?                                           | ?                                    |                         |
| 1994                   | Margarita Drobiazko Povilas Vanagas  | ?                                           | ?                                    |                         |
| 1995                   | Margarita Drobiazko Povilas Vanagas  | ?                                           | ?                                    |                         |
| 1996                   | Margarita Drobiazko Povilas Vanagas  | ?                                           | ?                                    |                         |
| 1997                   | Margarita Drobiazko Povilas Vanagas  | ?                                           | ?                                    |                         |
| 1998                   | Margarita Drobiazko Povilas Vanagas  | ?                                           | ?                                    |                         |
| 1999                   | Margarita Drobiazko Povilas Vanagas  | ?                                           | ?                                    |                         |
| 2000 (detalhes)        | Margarita Drobiazko Povilas Vanagas  | Elena Egorova Aurimas Radisauskas           | ?                                    |                         |
| 2001 (detalhes)        | Margarita Drobiazko Povilas Vanagas  | Dominyka Valiukeviciute Aurimas Radisauskas | nenhum outro competidor              |                         |
| 2002 (detalhes)        | Margarita Drobiazko Povilas Vanagas  | nenhum outro competidor                     | nenhum outro competidor              |                         |
| 2003 (detalhes)        | Clover Zatzman Aurimas Radisauskas   | nenhum outro competidor                     | nenhum outro competidor              |                         |
| 2004 (detalhes)        | Clover Zatzman Aurimas Radisauskas   | Kayla Nicole Frey Deividas Stagniūnas       | nenhum outro competidor              |                         |
| 2005 (detalhes)        | Margarita Drobiazko Povilas Vanagas  | Kayla Nicole Frey Deividas Stagniūnas       | nenhum outro competidor              |                         |
| 2006 (detalhes)        | Margarita Drobiazko Povilas Vanagas  | Kayla Nicole Frey Deividas Stagniūnas       | Clover Zatzman Aurimas Radisauskas   |                         |
| 2007 (detalhes)        | Katherine Copely Deividas Stagniūnas | Nicolette House Aidas Reklys                | Clover Zatzman Aurimas Radisauskas   |                         |
| 2008 (detalhes)        | Katherine Copely Deividas Stagniūnas | Nicolette House Aidas Reklys                | nenhum outro competidor              |                         |
| Kaunas 2009 (detalhes) | Katherine Copely Deividas Stagniūnas | Alissandra Aronow Aleksandr Pirogov         | nenhum outro competidor              |                         |
| Riga 2010 (detalhes)   | Katherine Copely Deividas Stagniūnas | Tautvaide Maskiute Gedeminas Barkauskas     | nenhum outro competidor              |                         |
| 2011 (detalhes)        | Isabella Tobias Deividas Stagniūnas  | Teresa Velrah Aleksandr Pirogov             | Ilona Birgelaitė Aivaras Starvinskas |                         |
| 2012 (detalhes)        | Isabella Tobias Deividas Stagniūnas  | Ilona Birgelaitė Aivaras Starvinskas        | nenhum outro competidor              |                         |
| 2013 (detalhes)        | Isabella Tobias Deividas Stagniūnas  | Ilona Birgelaitė Aivaras Starvinskas        | nenhum outro competidor              | nenhum outro competidor |
| 2014 (detalhes)        | ?                                    | ?                                           | ?                                    |                         |
| 2015 (detalhes)        | Taylor Tran Saulius Ambrulevičius    | nenhum outro competidor                     | nenhum outro competidor              |                         |
| 2016 (detalhes)        | Taylor Tran Saulius Ambrulevičius    | Guostė Damulevičiūtė Deividas Kizala        | nenhum outro competidor              |                         |
| 2017                   | Não houve disputa de dança no gelo   | Não houve disputa de dança no gelo          | Não houve disputa de dança no gelo   |                         |